# Walter Norman
Walter Norman, född John Valter Norman 26 december 1937 i Uppsala, är en svensk skådespelare, sångare och musikalartist.

## Biografi
Norman utexaminerades från Calle Flygare Teaterskola 1957 och har därefter arbetat på de flesta svenska teaterscener. Han har gjort många skiftande rollkaraktärer i olika teaterkategorier som drama, komedi, fars, operett, musikal, "buskis" m.m. Hans genombrott kom 1962 i Stockholm med musikalen Fantasticks på Lilla teatern, som sedan ledde till Folkan och Scalateatern, där han bland annat gjorde ett uppskattat inhopp som Lilleman i Stoppa världen - jag vill stiga av. 1964 blev det rollen som den bildsköne Christian i Cyrano de Bergerac på Skansens friluftsteater, i regi av Per Oscarsson, som även spelade titelrollen.
Norman tillhörde den fasta ensemblen vid Östgötateatern (f.d. Norrköping/Linköpings Stadsteater) i 40 år, där han gjort de mest skiftande rollprestationer, till exempel Onkel Vanja, Misantropen, samt mycket sångkrävande roller i musikaler som Boccaccio, Chicago, Napoleon och Of Thee I Sing. Som tjänstledig var han fast vid Helsingborgs Stadsteater i två år, och i tio års tid var det tradition att ingå i Stockholms Parkteaters olika sommaruppsättningar. Han medverkade också i publiksuccén Spanska flugan på Vasan i Stockholm 1981.
Han har under sin 50-åriga karriär stått på de flesta svenska scener, allt ifrån Dramaten, Stockholms Stadsteater, privatteatrar, fria grupper, Teatertribunalen, Fria Teatern och inte minst Riksteaterns, Folkpark-teaterns, Programbolagets, Bygdeteaterns alla scener "från Ystad till Haparanda". Han har dessutom gjort flera roller på film och i TV.

## Filmografi (urval)
- 1961 – Hällebäcks gård
- 1964 - Ta hand om Amelie (TV-film)
- 1965 – Morianerna
- 1965 - Niklassons
- 1969 - Jätten vid planket
- 1970 - Alice i underlandet
- 1977 - Känner du Gidde Wahlberg ?
- 1979 - Den öppna handen och den slutna
- 1983 - Teaterdirektören
- 1985 - Grabbarna i 57:an (TV-serie)
- 2000 - Skärgårdsdoktorn, avsnitt Nomaderna (gästroll i TV-serie)

## Teater

### Roller
| År   | Roll                     | Produktion                                                                                        | Regi                            | Teater                           |
| ---- | ------------------------ | ------------------------------------------------------------------------------------------------- | ------------------------------- | -------------------------------- |
| 1961 | Matt                     | Fantasticks (The Fantasticks) Tom Jones och Harvey Schmidt                                        | Jackie Söderman Tom Dan-Bergman | Lilla Teatern                    |
| 1964 | Christian                | Cyrano de Bergerac Edmond Rostand                                                                 | Per Oscarsson                   | Skansens friluftsteater          |
| 1965 | Medverkande              | Yvonne, prinsessa av Bourgogne (Iwona, księżniczka Burgunda) Witold Gombrowicz                    | Alf Sjöberg                     | Dramaten                         |
| 1969 | Edek                     | Tango Slawomir Mrozek                                                                             | Torsten Sjöholm                 | Norrköping-Linköping stadsteater |
| 1970 | Erik                     | Wermlännigarne Fredrik August Dahlgren och Andreas Randel                                         | Bertil Norström                 | Norrköping-Linköping stadsteater |
| 1970 | Sergeant Henderson       | Hoppa — vi har nät (We bombed in New Haven) Joseph Heller                                         | Torsten Sjöholm                 | Norrköping-Linköping stadsteater |
| 1970 | Alexej                   | En månad på landet (Месяц в деревне, Mesiats v derevne) Ivan Turgenev                             | John Zacharias                  | Norrköping-Linköping stadsteater |
| 1970 | Frans Flöjt              | En midsommarnattsdröm (A Midsummer Night's Dream) William Shakespeare                             | Torsten Sjöholm                 | Norrköping-Linköping stadsteater |
| 1971 | Föräldralös              | Celebration Tom Jones och Harvey Schmidt                                                          | John Zacharias                  | Norrköping-Linköping stadsteater |
| 1971 | Dr. Fritz Gerland        | Spanska flugan (Die spanische Fliege) Franz Arnold och Ernst Bach                                 | Torsten Sjöholm                 | Norrköping-Linköping stadsteater |
| 1972 |                          | Canterburysägner (Canterbury Tales) Martin Starkie, Nevill Coghill, Richard Hill och John Hawkins | Torsten Sjöholm                 | Norrköping-Linköping stadsteater |
| 1972 |                          | Den förgyllda lergöken Emil Norlander                                                             | Bertil Norström                 | Norrköping-Linköping stadsteater |
| 1972 | Tony                     | West Side Story Arthur Laurents, Leonard Bernstein och Stephen Sondheim                           | John Zacharias                  | Norrköping-Linköping stadsteater |
| 1972 | Ernst                    | Vägen till Kanaan Rudolf Värnlund                                                                 | Lars Gerhard Norberg            | Norrköping-Linköping stadsteater |
| 1973 | David                    | I blindo (Sticks and bones) David Rabe                                                            | Hans Elfvin                     | Norrköping-Linköping stadsteater |
| 1973 | Gustaf Mauritz Armfelt   | Gustav III August Strindberg                                                                      | Mimi Pollak                     | Norrköping-Linköping stadsteater |
| 1973 | Adolphe                  | Brott och brott August Strindberg                                                                 | John Zacharias                  | Norrköping-Linköping stadsteater |
| 1973 | Harry Trench             | Änklingars hus (Widowers' Houses) George Bernard Shaw                                             | Johan Falck                     | Norrköping-Linköping stadsteater |
| 1974 |                          | Sommarnattens leende (A Little Night Music) Stephen Sondheim och Hugh Wheeler                     | Torsten Sjöholm                 | Norrköping-Linköping stadsteater |
| 1974 | Alceste                  | Misantropen efter Molière (The Misanthrope by Moliere) Tony Harrison                              | Torsten Sjöholm                 | Norrköping-Linköping stadsteater |
| 1974 | Mannen                   | Kärleksföreställningen Margareta Garpe, Suzanne Osten och Gunnar Edander                          | Tom Deutgen                     | Norrköping-Linköping stadsteater |
| 1975 | Giovanni Boccaccio       | Boccaccio Franz von Suppé och Bertil Norström                                                     | Bertil Norström                 | Norrköping-Linköping stadsteater |
| 1975 | Miljövårdaren Ankarsvärd | Göta Kanal Lars Gerhard Norberg, Bertil Norström och Jan-Olof Lindstedt                           | Lars Gerhard Norberg            | Norrköping-Linköping stadsteater |
| 1975 | Borachio                 | Mycket väsen för ingenting (Much Ado About Nothing) William Shakespeare                           | Hans Elfvin                     | Norrköping-Linköping stadsteater |
| 1975 |                          | Predikare-Lena Tore Zetterholm                                                                    | Lars Gerhard Norberg            | Norrköping-Linköping stadsteater |
| 1976 | Billy Flynn              | Chicago Fred Ebb, Bob Fosse och John Kander                                                       | Torsten Sjöholm                 | Norrköping-Linköping stadsteater |
| 1976 | Billy Flynn              | Chicago Fred Ebb, Bob Fosse och John Kander                                                       | Hans Bergström                  | Riksteatern                      |
| 1977 | Pentheus                 | Backanterna (Βάκχαι, Bakchai) Euripides                                                           | Gun Jönsson                     | Norrköping-Linköping stadsteater |
| 1977 |                          | Kom i min famn Bertil Norström                                                                    | Bertil Norström                 | Norrköping-Linköping stadsteater |
| 1980 | Polischefen              | Rävspel (Sly Fox) Larry Gelbart                                                                   | Per Møller-Nielsen              | Helsingborgs stadsteater         |
| 1980 | Bellman                  | Wärdshuset Haren och Vråken Lars Forssell                                                         | Hans Polster                    | Helsingborgs stadsteater         |
| 1980 | Hawkins                  | Kungsfiskaren (The Kingfisher) William Douglas-Home                                               | Hans Polster                    | Helsingborgs stadsteater         |
| 1981 | Jasja                    | Körsbärsträdgården (Вишнёвый сад, Visjnjovyj sad) Anton Tjechov                                   | Gustaf Elander                  | Helsingborgs stadsteater         |
| 1981 | Alexander                | Every Good Boy Deserves Favour Tom Stoppard och André Previn                                      | Claes Sylwander                 | Helsingborgs stadsteater         |
| 1981 | Fritz Bergström, advokat | Spanska flugan (Die spanische Fliege) Franz Arnold och Ernst Bach                                 | Per Gerhard                     | Vasateatern                      |
| 1994 | Lord Leicester           | Maria Stuart Per Olov Enquist                                                                     | Olle Johansson                  | Östgötateatern                   |
| 1995 | K                        | Tupilak Per Olov Enquist                                                                          | Voula Kereklidou                | Östgötateatern                   |
| 1997 | Yussel Avram             | Spelman på taket (Fiddler on the Roof) Jerry Bock, Sheldon Harnick och Joseph Stein               | Georg Malvius                   | Stockholms stadsteater           |